# Julius Bauer (Journalist)

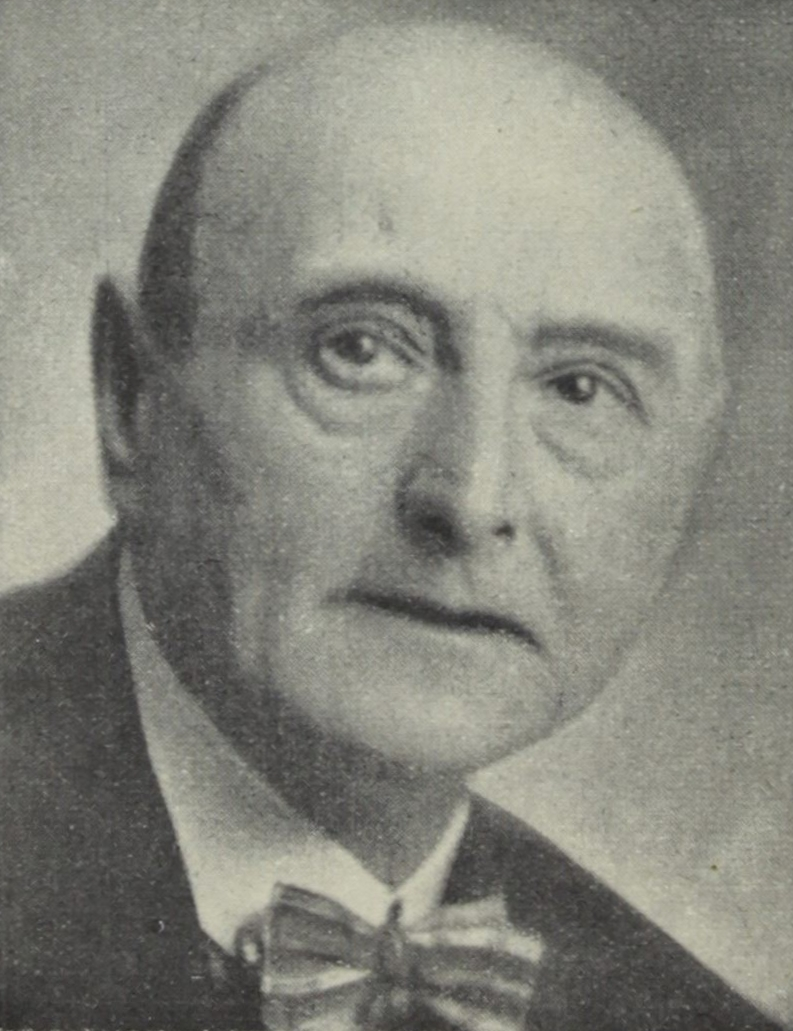
Aufnahme um 1925

Julius Bauer (Pseudonym: Sebastian Brant der Jüngere; * 15. Oktober 1853 in Raab, heute Győr, Ungarn; † 11. Juni 1941 in Wien) war ein österreichischer Schriftsteller, Librettist, Journalist sowie Redakteur.

## Leben
Der aus dem westungarischen Raab gebürtige Julius Bauer legte am Gymnasium seiner Heimatstadt die Matura ab. Bauer, der sich in früher Jugend dem Journalismus zuwandte, verfasste bereits während seiner Gymnasialzeit Feuilletons und Kritiken für den Raaber Lloyd. 1873 verlegte er seinen Wohnsitz nach Wien, dort begann er das Studium der Medizin.
Bauer, der sich kurze Zeit später ganz dem Journalismus verschrieb, bekleidete zunächst Stellen als freier Mitarbeiter für die Periodika Österreichische Bürgerzeitung. Wochenschrift für alle Fragen und Interessen im Jahre 1873  sowie von 1875 bis 1876 für den Neuen freien Kikeriki. Humoristisches Organ für die Interessen des gesunden Menschenverstandes. Im Anschluss wechselte er zur Zeitung Die Tages-Presse sowie zur Zeitschrift Der Floh nach Pest.
1879 wurde Bauer zum Redakteur der Zeitung Illustrirtes Wiener Extrablatt bestellt, dort war er zu Beginn als Gerichtssaal-Berichterstatter eingesetzt, später wurde ihm das Theaterreferat übertragen, 1928 wurde er in den Ruhestand verabschiedet. Julius Bauer wirkte darüber hinaus führend  im Journalisten- und Schriftstellerverein Concordia, zu dessen Ehrenmitglied er 1928 ernannt wurde.

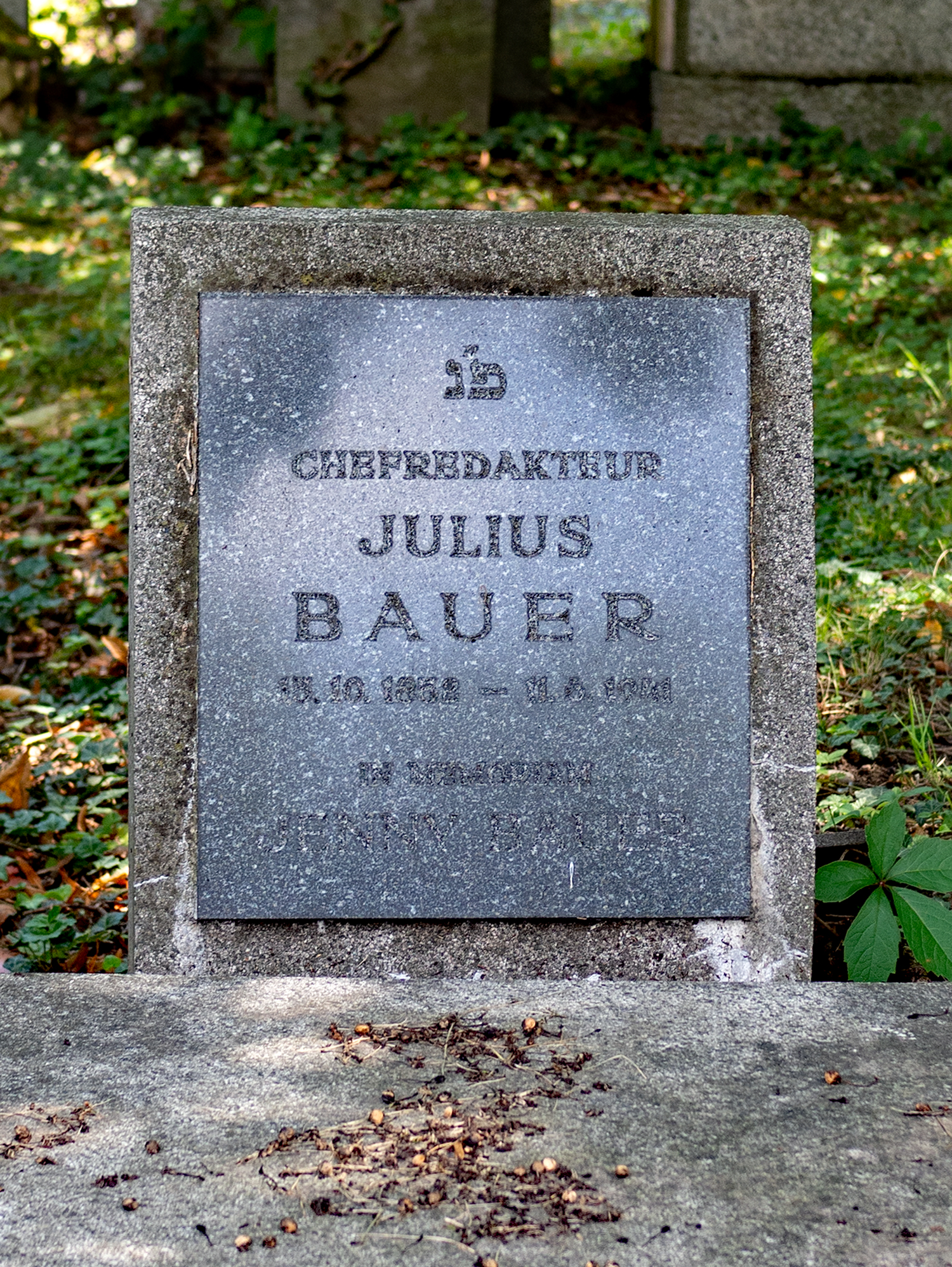
Grab von Julius Bauer in der Neuen Jüdischen Abteilung des Wiener Zentralfriedhofs

Julius Bauer schrieb unter anderem die Libretti zu Karl Millöckers Operetten Der arme Jonathan, uraufgeführt 1889, Das Sonntagskind, uraufgeführt 1892. Mit Hugo Wittmann schrieb er das Libretto für Johann Strauss’ Operette Fürstin Ninetta. Er verfasste die Possen Die Wienerstadt in Wort und Bild und Zur Hebung des Fremdenverkehrs sowie Burlesken und Revuen. Freundschaftliche Kontakte pflegte er zum Kreis der Kunstmäzenin Jenny Mautner (1856–1938) und deren Mann, dem Großindustriellen Isidor Mautner (1852–1930), der 1925 auch die Textilfabrik Marienthal erwarb.
Julius Bauer wird zu den einflussreichsten Wiener Theaterkritikern des späten 19. sowie frühen 20. Jahrhunderts gezählt.
Er war mit Jenny Bauer (ca. 1860– 31. August 1931 Bad Ischl) verheiratet und hatte eine Tochter, Berta (1880–1952), die 1905 Marino Rinaldini (1878– 16. Februar 1911, Wien) heiratete. Aus dieser Ehe hatte Julius Bauer ein Enkelkind, Elisabeth, genannt Lili Rinaldini (1906–1980), die als Tänzerin einigen Erfolg hatte.
Seine Grabstätte befindet sich in der Neuen Jüdischen Abteilung des Wiener Zentralfriedhofs (Tor 4, Gruppe 9A, Reihe 1, Nr. 13).

## Weitere Publikationen (Auswahl)
- Mit Hugo Wittmann: Der arme Jonathan, Operette in drei Akten, Musik von Carl Millöcker, 1890
- Polterabend-Scherze. Dem Brautpaare Isabella Geiringer und Victor Herz gewidmet von Julius Bauer. Vorgetragen am 17. März 1894 von Alexander Girardi, 1. Wiener Zeitungs-Gesellschaft, Wien, 1894, 4 Bl.
- Polterabend-Scherze. Zur Vermählung des Herrn Dr. August Wassermann mit Fräulein Alice von Taussig, 1. December 1895., Zeichnungen von Hans Schleissmann und Th. Zajaczkowski. Vortrag von Prof. Carl Udel,  Buchdruckerei Helios, Wien 1895.
- Mit Hugo Wittmann: Adam und Eva. Operette in fünf Bildern mit Prolog und Zwischenspiel von Hugo Wittmann und Julius Bauer. Musik von Carl Weinberger, Doblinger, Wien, Leipzig, 1899
- Die Juxheirat, Operette in drei Acten von Julius Bauer. Musik von Franz Lehár. Erste Aufführung am k[aiserlich] k[öniglichen] priv[ilegierten] Theater an der Wien am 22. December 1904, Weinberger, Leipzig, Wien, 1904, 48 S.
- Der Mann mit den drei Frauen, Operette von Julius Bauer. Musik von Franz Lehár. 1908, Theater an der Wien.
- Heimliche Liebe. Operette in drei Akten von Julius Bauer. Musik von Paul Ottenheimer, Karczag, Leipzig, Wien, New York, 1911, 48 S.
- Rosenstock und Edelweiß, Singspiel in einen Akt von Julius Bauer, Musik von Franz Lehár, Theater an der Wien (Kabarett Hölle), 1912
- 50 Konkordiabälle. Eine Faschingsrevue, Brüder Rosenbaum, Wien, 1914, 129 S.
- Mit Hugo Wittmann: Der Kongress tanzt. Musikalische Komödie in drei Akten von Hugo Wittmann und Julius Bauer. Musik aus der Zeit der Handlung bearbeitet von Carl Lafite, Karczag, Leipzig, Wien, New York, 1918, 40 S.
- Burleske von Julius Bauer. Mit musikalischen Übergängen aus Motiven Richard Strauss’scher Werke von Karl Alwin. Vorgetragen von Fritz Werner. Am 14. Jänner 1924 zur Vermählung des Herrn D[okto]r Franz Strauß mit Fräulein Alice von Grab, Selbstverlag, Wien, 1924, 31 S.

## Belege
1. ↑  Österreichische Nationalbibliothek: ANNO, Wiener Zeitung, 1931-09-02, Seite 3. In: anno.onb.ac.at. Abgerufen am 7. Dezember 2016.
2. ↑  Österreichische Nationalbibliothek: ANNO, Sport und Salon, 1905-09-02, Seite 4. In: anno.onb.ac.at. Abgerufen am 7. Dezember 2016.

| Personendaten    | Personendaten                                                           |
| ---------------- | ----------------------------------------------------------------------- |
| NAME             | Bauer, Julius                                                           |
| ALTERNATIVNAMEN  | Brant der Jüngere, Sebastian (Pseudonym)                                |
| KURZBESCHREIBUNG | österreichischer Schriftsteller, Librettist, Journalist sowie Redakteur |
| GEBURTSDATUM     | 15. Oktober 1853                                                        |
| GEBURTSORT       | Raab, Ungarn                                                            |
| STERBEDATUM      | 11. Juni 1941                                                           |
| STERBEORT        | Wien                                                                    |